# Udmurtská autonomní sovětská socialistická republika
Udmurtská autonomní sovětská socialistická republika (rusky: Удмуртская Автономная Советская Социалистическая Республика, udmurtsky: Удмурт Автономной Совет Социалист Республика) byla autonomní republikou v rámci Ruské sovětské federativní socialistické republiky v Sovětském svazu. Útvar se nacházel na východě evropské části Ruska mezi Volhou a Uralem, na území obývaném převážně ugrofinskými Udmurty. Hlavním městem byl Iževsk.

## Historie
4. listopadu 1920 byla na udmurtském území vytvořena Votská autonomní oblast s administrativním centrem v Iževsku, roku 1932 byla přejmenována na Udmurtskou autonomní oblast, která byla 28. prosince 1934 přetvořena na autonomní sovětskou socialistickou republiku. Roku 1937 byla k republice připojena okolní území o rozloze zhruba 12 000 km². Udmurtská ASSR zanikla 4. listopadu 1990, kdy její Nejvyšší sovět vyhlásil suverénní Udmurtskou republiku. Ta se stala po přijetí ústavy v roce 1994 subjektem Ruské federace.

## Obyvatelstvo
V původní Votské AO, která měla rozlohu 29 939 km², žilo 710 000 obyvatel, z nichž se 52 % hlásilo k udmurtské a 43 % k ruské národnosti. Podíl ruského obyvatelstva se výrazně zvýšil ve třicátých letech. Jednak byla roku 1937 k ASSR připojena území s ruskou většinou a jednak do Udmurska z důvodu industrializace přicházelo velké množství nových obyvatel různých národností, především Rusů. Podle sčítání obyvatelstva roku 1970 na území Udmurtské ASSR žilo 1 418 000 obyvatel, z toho 57 % ruské, 34 % udmurtské, 6 % tatarské a 1 % ukrajinské národnosti.